# Schola del Traiano
La Schola del Traiano (IV,V,15) era la sede collegiale dei fabri navales, i costruttori di navi, che si trovava nella regio IV della città romana di Ostia.

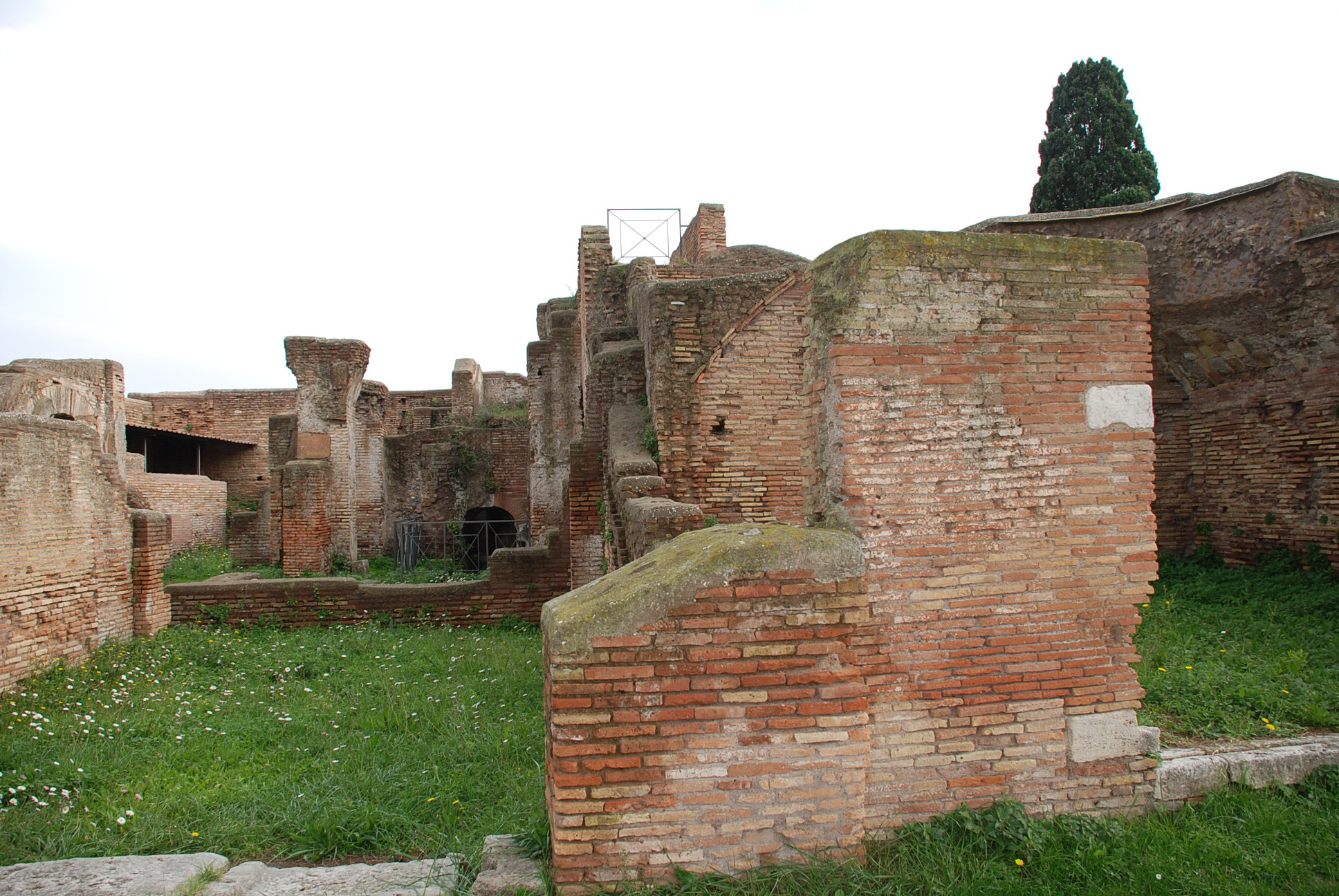
Taberne sul decumano massimo

## Descrizione
L'edificio, che è interpretato come la sede collegiale dei fabri navales, ha l'entrata principale sul decumano massimo, e confina ad est con le Terme delle Sei Colonne (IV,V,10-11), degli horrea (IV,V,12) ed un'insula (IV,V,14), ed ad ovest con il caseggiato delle Taberne finestrate (IV,V,18).
La sede, scavata nel 1938-1939 durante le indagini condotte da Guido Calza, fu costruita durante il regno di Antonino Pio, verso la metà del II secolo d.C., in opus latericium, al posto di due domus, indagata alla fine del XX secolo. La casa più antica è stata chiamata Domus dei Bucrani, e l'altra, che si trova nella parte orientale della sede della corporazione,Domus del peristilio. Nella Domus dei Bucrani è stato trovato un affresco con raffigurate varie scene: una tintoria, corse di cavalli, clienti di un bar, suonatori di tromba e soldati, e dei nani; alcuni dei nani portano armi e uno ha uno strano copricapo a forma di cono troncato.
L'ingresso all'edificio, un ampio passaggio largo più di 12 metri, si trova nel tratto meridionale del decumano; qui si trovavano quattro colonne di marmo, dietro le quali c'è un'esedra semicircolare, mentre nella parete di fondo ci sono due enormi nicchie semicircolari che dovevano ospitare delle fontane. L'esedra è fiancheggiata da negozi e da una scala. Dall'esedra si raggiungeva il vestibolo,  che era fiancheggiato da stanze quasi identiche, con una parte anteriore rettangolare, separata da due colonne, da un'esedra semicircolare nella parte posteriore.
Un passaggio con due colonne di marmo conduce dal vestibolo a un peristilio (19,50 x 36 metri), che in origine aveva un portico su tutti e quattro i lati, con colonne in mattoni ricoperte di intonaco e con basi e capitelli in marmo. Sull'asse longitudinale si trova una vasca lunga e stretta con molte nicchie semicircolari. Un passaggio con due colonne, con decorazione a spirale, conduceva alla sala principale, che nella parete di fondo ha una nicchia semicircolare; dal motivo del pavimento a mosaico si può dedurre che questa era una sala da pranzo in cui erano collocati i triclini. Intorno alla sala ci sono stanze più piccole e una scala, sotto la quale c'è una piccola nicchia semicircolare nel muro; vicino alla scala, addossato al muro esterno occidentale, c'è una latrina con quattro posti a sedere.
Una grande statua di Traiano, che ha dato il nome all'edificio, è stata trovata in una cantina che si trovava sotto una piccola stanza sul lato occidentale. Altri resti qui ritrovati sono una piccola testa di Minerva, una statuetta di Venere, due torsi di giovani nudi, una statua di lottatori, un altare con raffigurazioni di Anubi e Arpocrate, e una statua di Fortuna.